# Tipula kuehlhorni
Tipula kuehlhorni är en tvåvingeart som beskrevs av Alexander 1962. Tipula kuehlhorni ingår i släktet Tipula och familjen storharkrankar.
Artens utbredningsområde är Bolivia. Inga underarter finns listade i Catalogue of Life.